# Woltmannzähler

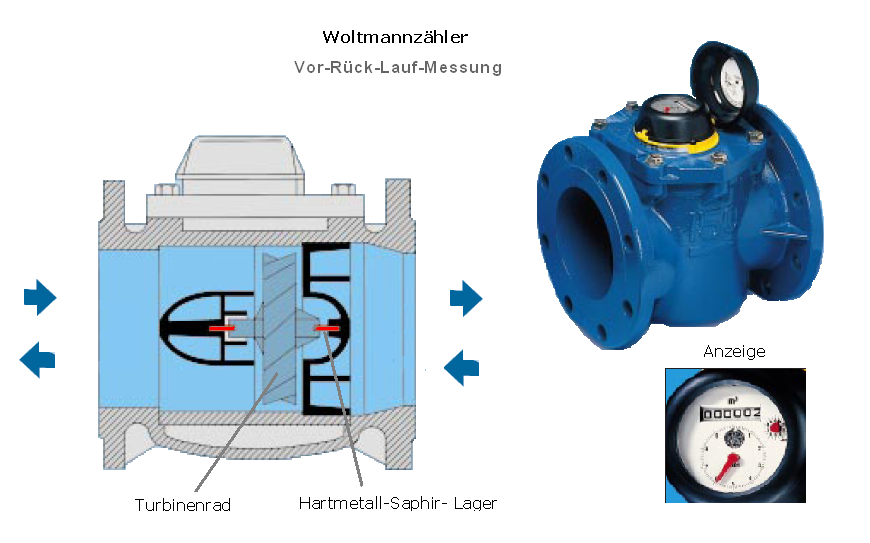
Woltmannzähler

Woltmannzähler sind Großwasserzähler für Nenndurchflussmengen (Qn) von 15 m³/h bis 1500 m³/h, die nach dem Woltmannprinzip arbeiten. Hierbei handelt es sich um das von dem deutschen Wasserbauingenieur Reinhard Woltman 1790 beschriebene Prinzip der Messung von Strömungen mittels hydrometrischer Flügel. Typische Rohrdurchmesser reichen von Nennweiten DN 50 bis DN 500.

## Funktion
Der Flügel aus schraubenflächenartig verwundenen Schaufeln wird parallel zu seiner Achse durchströmt. Der Rohrquerschnitt wird im Woltmannzähler ohne wesentliche Verengung durchgeführt. Hierdurch tritt sehr geringer Druckverlust auf. Da das Flügelrad von der dynamischen Wirkung des Wassers (kinetische Energie = Geschwindigkeitsenergie) angetrieben wird, spricht man hier auch von Geschwindigkeitszählern. Die Drehbewegung kann über ein Schneckengetriebe zu dem oben liegenden Zählwerk übertragen werden, oder das sogenannte „trockene“ Zählwerk wird über eine magnetische Kupplung durch das im Wasser laufende Turbinenrad angetrieben.

### Bauarten
- WP: Turbinenzähler mit paralleler Rohrachse (kleiner Druckverlust)
- WS: Turbinenzähler mit senkrechter Rohrachse (größerer Druckverlust, jedoch weniger empfindlich gegen Einflüsse durch vorausgehende Rohrkrümmer)
- Modelle mit Zulassung für Kalt- oder Warmwasser

### Begriffe
Nachstehende Angaben werden bei der Auslegung und der Typenkennzeichnung verwendet:
- Qmax: Größter Durchfluss, nur kurzzeitig zugelassen, d. h. etwa 15 Minuten pro Tag.
- Qn:  Nenndurchfluss = ein Drittel bis zur Hälfte von Qmax. Dieser Wert dient gleichzeitig zur Kennzeichnung des Zählers.
- Qmin: kleinster Durchfluss, ab dem der Zähler die Fehlergrenzen einhalten muss.
- Qt:  Übergangsdurchfluss (auch Trenngrenze genannt), Übergangspunkt vom kleineren zum größeren zulässigen Anzeigefehler.
- h WZ: Druckverlust im Wasserzähler.
- MAP (maximum admissible working pressure) Druckstufe des Wasserzählers, max. zulässiger Betriebsüberdruck in bar
- PN (16) Flanschgröße bezogen auf den Nenndurchmesser (DN)

### Anzeige
Die Anzeige erfolgt üblicherweise durch Zahlenrollen sowie (für die niedrigwertigen Ziffern) auch durch kleine Zeiger mit einer dezimalen Skala. Nach der Vorschrift muss der Messwert in Kubikmeter angezeigt werden (schwarze Ziffern), die Bruchteile eines Kubikmeters werden durch rote Ziffern oder Zeiger angezeigt.

### Gebereinrichtung
Die Woltmannzähler können auch mit Gebereinrichtungen versehen werden wie:
- elektromechanischen Kontaktgebern, die nach Durchfließen bestimmter Mengen einen elektrischen Impuls geben und damit z. B. die Wasserzufuhr über ein Ventil an- oder abstellen oder ein elektr. Fernzählwerk bzw. einen elektr. Mengenschreiber oder Impulsdrucker betätigen.
- elektronischen Impulsgebern mit nachgeschaltetem Meßumformer für Durchflussmessung oder Registrierung. Hierbei wird die Zählung dann auch zur Durchflussmessung.
- Kombinationen von beiden, z. B. eine elektromechanische Fernübertragung des Zählerstandes durch aufgebaute Kontaktgeber und eine Fernmessung und -registrierung des Durchflusses mittels eines Infrarotgebers.

## Anwendungen

Großwasserzähler Qn 600 m³/h

Typische Anwendungen finden sich im Rohrnetz der Wasserversorger, bei Großabnehmern und in der Industrie.